# Über schwimmende Körper

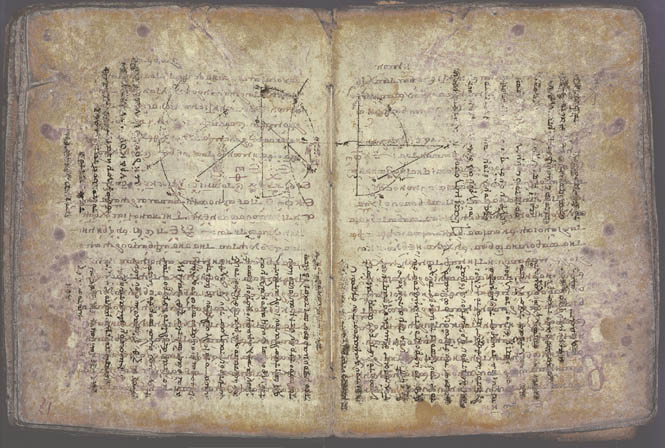
Abbildung aus Archimedes-Palimpsest

Über schwimmende Körper (griech. Περὶ τῶν ἐπιπλεόντων σωμάτων, translit. Peri tōn epipleontōn sōmatōn) ist ein ursprünglich zweibändiges Werk von Archimedes, einem der bedeutendsten Mathematiker, Physiker und Ingenieure der Antike. Das Werk Über schwimmende Körper, das Archimedes vermutlich gegen Ende seines Lebens schrieb, ist nur teilweise in griechischer Sprache und in einer mittelalterlichen Lateinübersetzung aus dem Griechischen erhalten. Es ist das erste bekannte Werk über die Hydrostatik, als deren Begründer Archimedes gilt.
Das Ziel von Über schwimmende Körper war es, die Lage zu bestimmen, die verschiedene Festkörper einnehmen, wenn sie in einer Flüssigkeit schwimmen, je nach ihrer Form und ihres spezifischen Gewichts. Das Werk ist dafür bekannt, dass es erstmalig eine Aussage darüber enthält, was heute als Archimedisches Prinzip bekannt ist.

## Überblick
Archimedes lebte im griechischen Stadtstaat Syrakus, Sizilien, wo er als Mathematiker und als Konstrukteur von Maschinen bekannt war, von denen einige dazu beigetragen haben könnten, die römischen Armeen während des Zweiten Punischen Kriegs in Schach zu halten. Archimedes’ Interesse an den Stabilitätsbedingungen für feste Körper findet sich sowohl hier als auch in seinen Studien über den Hebel und den Schwerpunkt in Über das Gleichgewicht ebener Flächen I–II.
Buch I von Über schwimmende Körper beginnt mit der Herleitung des Auftriebsgesetzes und endet mit dem Beweis, dass sich ein schwimmendes Segment einer homogenen festen Kugel immer in einem stabilen Gleichgewicht befindet, wenn seine Basis parallel zur Oberfläche einer Flüssigkeit liegt. Buch II erweitert Archimedes’ Studie vom Segment einer Kugel auf den Fall eines rechten Paraboloids und enthält viele anspruchsvolle Ergebnisse für die Schwimmstabilität.
Obwohl das Werk in lateinischer Übersetzung vorliegt, stammt die einzige bekannte Abschrift von Über schwimmende Körper I–II in griechischer Sprache aus dem Archimedes-Palimpsest.

## Inhalte

### Buch I

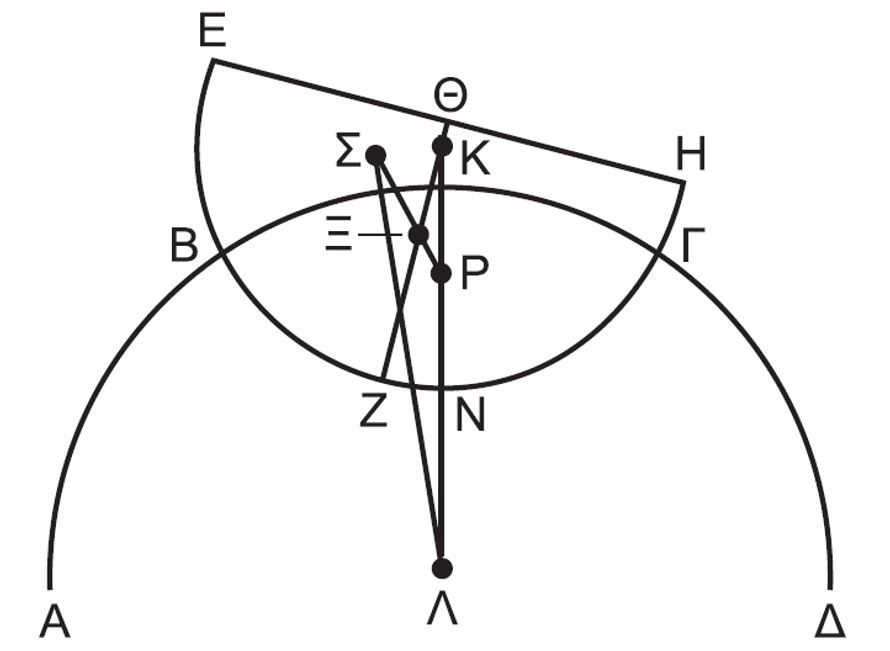
Diagramm zur Illustration des Satz 8 in Über schwimmende Körper I.

Im ersten Teil von Buch I stellt Archimedes verschiedene allgemeine Grundsätze auf, wie z. B., dass ein Festkörper, der dichter als eine Flüssigkeit ist, leichter wird, wenn er in diese Flüssigkeit eingetaucht wird (das „fehlende“ Gewicht der Flüssigkeit, die er verdrängt). Archimedes formuliert das Gesetz vom Gleichgewicht der Flüssigkeiten und beweist, dass Wasser eine kugelförmige Form um einen Schwerpunkt annehmen wird. Dies könnte eine Anspielung auf die zeitgenössische griechische Theorie sein, dass die Erde rund ist, die sich auch in den Werken anderer wie Eratosthenes findet. Die von Archimedes beschriebenen Flüssigkeiten sind nicht selbst anziehend, da er von der Existenz eines Punktes ausgeht, auf den alle Dinge fallen, um die Kugelform abzuleiten. Vor allem Über schwimmende Körper I enthält das Konzept, das als Archimedisches Prinzip bekannt wurde:
Jeder Körper, der ganz oder teilweise in eine Flüssigkeit eingetaucht ist, erfährt eine Auftriebskraft, die dem Gewicht der verdrängten Flüssigkeit entspricht.
Zusätzlich zu dem Prinzip, das seinen Namen trägt, entdeckte Archimedes, dass ein untergetauchter Gegenstand ein Wasservolumen verdrängt, das seinem eigenen Volumen entspricht (worauf die Geschichte von seinem Ausruf „Heureka“ beruht). Dieses Konzept wird von einigen als das Prinzip des Auftriebs bezeichnet.

### Buch II

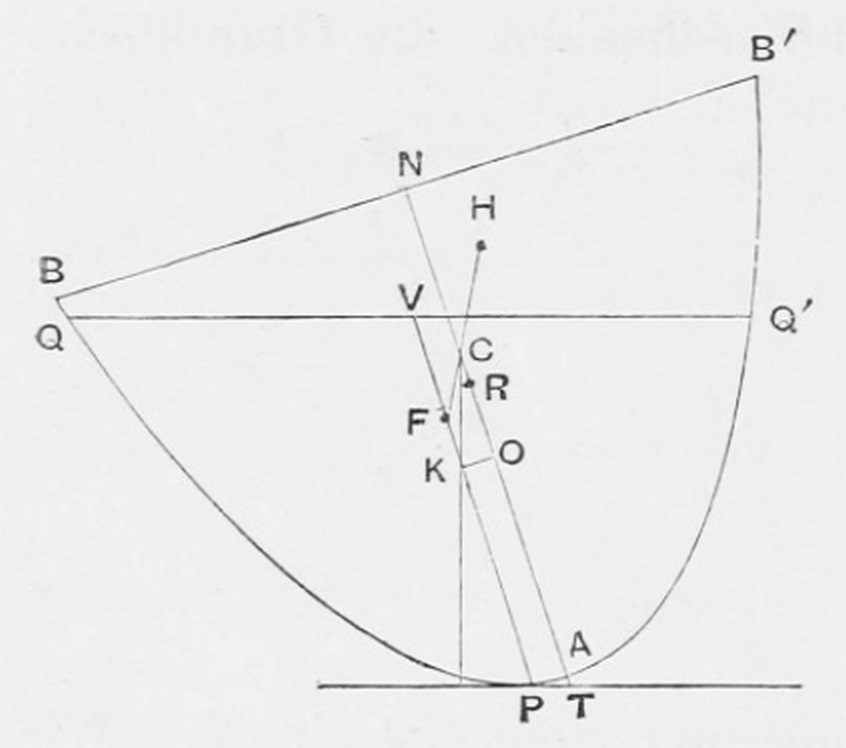
Archimedes schwimmende Körper, Darstellung zu Satz 4 (Buch II)

Buch II von Über schwimmende Körper gilt als eine mathematische Meisterleistung, die in der Antike unerreicht war und erst nach der Spätrenaissance erneut erreicht wurde. Der englische Mathematikhistoriker Thomas Heath nannte es „eine wahre Tour de Force, die man vollständig lesen muss, um sie zu verstehen“. Das Buch enthält eine detaillierte Untersuchung der stabilen Gleichgewichtspositionen von schwimmenden rechten Paraboloiden verschiedener Formen und relativer Dichten, wenn sie in einer Flüssigkeit mit höherem spezifischen Gewicht schwimmen, je nach geometrischen und hydrostatischen Variationen. Es ist auf den Fall beschränkt, dass die Basis des Paraboloids entweder ganz über oder ganz unter der Flüssigkeitsoberfläche liegt. Archimedes schreibt im Satz 4:

„Wird ein Segment eines Rotationsparaboloids, dessen Grundfläche zur Achse senkrecht, dessen Achse nicht größer als {\displaystyle {\tfrac {3}{4}}\cdot p} (wo p der Parameter ist) und dessen spezifisches Gewicht kleiner als das einer Flüssigkeit ist, so jedoch, daß sein Verhältnis zu ihm nicht kleiner als {\displaystyle ({\overline {AN}}-{\tfrac {3}{4}}\cdot p)^{2}:{\overline {AN}}^{2}} ist; wird das Segment des Paraboloids unter beliebiger Neigung seiner Achse gegen die Vertikale in die Flüssigkeit gebracht, doch so, daß seine Grundfläche die Oberfläche der Flüssigkeit nicht berührt, so bleibt es nicht in dieser Lage, sondern kehrt in die Lage zurück, bei der die Achse vertikal ist.“

Archimedes’ Untersuchung der Paraboloide war möglicherweise eine Idealisierung der Form von Schiffsrümpfen für die Betrachtung der Schwimmstabilität (siehe auch Syracusia). Einige der Paraboloide schwimmen mit der Basis unter Wasser und der Spitze über Wasser, ähnlich wie Eisberge schwimmen. Von den erhaltenen Werken des Archimedes gilt das zweite Buch über schwimmende Körper als sein reifstes Werk.